# Écrits
Pour les articles ayant des titres homophones, voir écrit et ECRI.
Écrits est un ouvrage de Jacques Lacan paru aux Éditions du Seuil en 1966. 

## Présentation

### De l’oral à l’écrit: la rencontre avec un éditeur
Elisabeth Roudinesco retrace la genèse de l'ouvrage dans sa biographie de Jacques Lacan : si Lacan avait écrit une thèse en 1932, elle n'avait pas été publiée, il n’avait donc, avant 1966, publié aucun ouvrage, et son œuvre était ainsi inaccessible en dehors des articles publiés dans des revues spécialisées et connue des seules personnes qui l’entouraient, des psychanalystes et de ceux qui suivaient son séminaire, Lacan étant réticent à publier et réservant l’essentiel de son travail à son enseignement oral.
C'est la rencontre avec François Wahl qui fut déterminante. Il était entré en analyse avec Lacan en mars 1954 et fut engagé aux éditions du Seuil en mai 1957, d'abord pour s'occuper de romans, il y devint proche d'Italo Calvino, d'Umberto Eco et de Roland Barthes. Sa cure avec Lacan prit fin en 1961 mais il continua à suivre ses séminaires. Il devint ensuite responsable, au travers de plusieurs collections, des sciences humaines au Seuil et participa à l’essor du structuralisme français des années 60 où il édita Roland Barthes, Paul Ricœur, Gérard Genette, et des écrivains de la revue Tel Quel.
En juin 1963, Wahl propose à Lacan de le publier, mais ce dernier ne donna suite qu'après la rupture avec l'IPA. Le 3 avril 1964, Lacan signe avec Le Seuil un contrat donnant lieu à la création de la collection « Le Champ freudien », par lequel Lacan devenait directeur de collection. Et c'est encore deux ans plus tard que Lacan accepta le principe de réunir ses textes dans un ouvrage, il demanda à Sylvia, son épouse, et Gloria, sa secrétaire de l'aider dans ce travail, Wahl lisait également les textes publiés dans des revues de son côté.
À partir de mars 1966, selon Roudinesco « s'engagea entre l’auteur et l'éditeur un corps à corps théorique ». Les types de textes auxquels était confronté Wahl allaient d'articles publiés, de versions dactylographiées antérieures ou nouvelles par rapport à la publication et de manuscrits inédits.
Les textes qui composent les Ecrits sont issus de conférences, communications, séminaires, leçons, rapports ou résumés de colloque, et ont pour la plupart une origine orale, rappelle Éric Marty. Tous les textes furent corrigés (beaucoup n’avaient pas de ponctuation) mais certains plus en profondeur comme « La chose freudienne », « Variantes de la cure type », « Position de l’inconscient » ou « Kant avec Sade ». Ces corrections se faisaient avec l’aval de Lacan, et durant l'été, l’échange entre Wahl et Lacan fut quotidien, Lacan ne céda pas sur son style et choisit lui-même le titre de l’ouvrage pour le distinguer de l’œuvre parlée, celle des séminaires. Au mois d'octobre, la rédaction de l’index des noms fut confiée à Jacques-Alain Miller, auquel il ajouta un index des concepts et une table commentée des graphiques.
Le 15 novembre 1966, l'ouvrage était distribué dans les librairies.

### Réception
Selon Élisabeth Roudinesco l'ouvrage fut un succès, surtout pour un ouvrage aussi difficile d'accès, avec 50 000 exemplaires écoulés pour l'édition courante, et 180 000 pour l'édition en poche, tandis que de nombreux articles de presse s'en firent l’écho, ainsi les Écrits apportaient-ils à Lacan une reconnaissance dans le paysage intellectuel, lui donnant un statut de penseur et non plus seulement de maître en psychanalyse.
Antoine Compagnon, dans son cours au Collège de France, souligne combien 1966, l’année de la parution des Écrits, fut une année exceptionnelle — il la qualifie d'« annus mirabilis » — avec la publication conjointe de Les mots et les choses de Michel Foucault, Pour Marx et Lire le Capital de Louis Althusser, Problèmes de linguistique générale d'Emile Benveniste, Critique et vérité de Roland Barthes, Figures de Gérard Genette, Théorie de la littérature de Tzvetan Todorov, Relevés d’apprenti de Pierre Boulez. L'historien François Dosse, dans son Histoire du structuralisme, qualifie quant à lui d'« année-lumière » cette effervescence de publications structuralistes en 1966.
L'ouvrage occupe le 76e rang au classement des cent livres du siècle établi en 1999 par la Fnac et le journal Le Monde.

## Structure de l’ouvrage et textes remarquables
L’ouvrage est divisé en sept sections, composées de deux à plusieurs chapitres (au nombre de 31 au total) auxquels s'ajoutent trois appendices et les index (un index raisonné des concepts majeurs, une table commentée des représentations graphiques, un index des termes de Freud en allemand et celui des noms cités).

### Première section

#### Ouverture de ce recueil
Selon Élisabeth Roudinesco, c’est Lacan qui décida d'ajouter ce texte, dont la première phrase fait référence à l'expression de Buffon « le style, c’est l’homme même », texte qui, selon Eric Marty, fait figure de préface et, par sa référence à un « lecteur nouveau » opposé à un « interlocuteur éminent », marque la prééminence donnée à la transmission orale sur l'écrit. En ce sens, pour Charles Melman, les Écrits sont à comprendre comme un commentaire des mathèmes que Lacan portait à l'oral dans son Séminaire.

#### Le séminaire sur la "Lettre volée"
Selon Eric Marty, le choix éditorial majeur de Lacan, a consisté à commencer le volume — après la courte préface — par le texte « Le séminaire sur la "Lettre volée" », transcription d'une séance du séminaire de l’année 1954-1955 consacrée au conte d’Egard Allan Poe, choix pédagogique et non chronologique, destiné selon les dires de Lacan à ménager « un palier dans [son] style », c'est-à-dire d'entrer aisément dans la « langue » de Lacan. Si le texte reste difficile, la référence au conte de Poe est de nature à séduire le lecteur, selon Eric Marty, et établit « le premier classicisme lacanien ».

### Seconde section

#### De nos antécédents
Ce texte constitue selon Élisabeth Roudinesco une notice biographique où Lacan fait mention de sa thèse écrite en 1932 et de l’accueil que lui ont réservé les surréalistes, revendique Clérambault comme son maître en psychiatrie et se présente comme l’inventeur de la notion de stade du miroir. Il y date également son entrée dans le freudisme au congrès de Marienbad en 1936, date de sa première apparition sur la scène de l'IPA.

#### Le stade du miroir comme formateur de la fonction du Je
Intervention orale de Lacan au quatorzième congrès psychanalytique international à Marienbad en 1936, publiée en 1949 où il présente sa conception de la nature du moi : le nourrisson fait preuve d'une prématuration et d'une incomplétude anatomique, un morcellement, et fait l'expérience d'une identification comme « moi » à travers le stade du miroir, c'est-à-dire dans une discordance et une aliénation à une image qui donne l'illusion d'une totalité rassurante.

#### L’agressivité en psychanalyse
Initialement rapport théorique présenté au XIe congrès des psychanalystes de langue française en mai 1948, présenté après le « stage du miroir », il constitue un complément de ce dernier. Le texte est construit autour de cinq thèses :
1. L'agressivité est liée à l'expérience subjective même[20].
2. L’agressivité est tout autant une intention d’agression qu'une image de dislocation corporelle[20].
3. Les ressorts de l’agressivité indiquent les raisons qui guident la technique d’analyse[21].
4. L’agressivité est consubstantielle d'un mode d'identification narcissique qui structure le moi[22].
5. L’agressivité joue un rôle déterminant dans la névrose et le malaise dans la civilisation[23].

### Quatrième section

#### Fonction et champ de la parole et du langage en psychanalyse
Aussi connu sous le nom de rapport ou « discours de Rome », ce texte ouvre la première manifestation internationale de la Société française de psychanalyse en 1953 à la suite de la scission de la Société psychanalytique de Paris et porte sur l’enjeu du conflit : la formation des psychanalystes. Peu de temps avant Lacan avait mis au jour sa nouvelle conception de l’inconscient sous la triade Réel, symbolique et imaginaire et montre dans ce texte l’importance qu'il accorde au langage à la suite de l’appui trouvé dans la linguistique dans une perspective structurale, en trois parties :
1. Distinction entre parole vide et parole pleine[24].
2. Rapport entre parole et langage[26].
3. Conséquence en ce qui concerne l’interprétation en son rapport au temps du sujet[27] :
  1. Le symbolique et l'imaginaire[27].
  2. Le symbolique et le réel[27].

#### La chose freudienne ou sens du retour à Freud en psychanalyse
« Amplification » — selon Lacan — d'une conférence donnée en 1955 à la clinique neuropsychiatrique de Vienne, cet essai concerne la place primordiale du langage et attaque sévèrement l'Ego psychology. La « chose freudienne » désigne la découverte par Freud que « la vérité parle », d'elle-même et sans cesse, et Lacan, dans ce texte, la laisse parler « dans la bouche de Freud », ainsi, « le sens d'un retour à Freud, c'est un retour au sens de Freud ».
L'essai est divisé en treize sections, la première présente le thème général : à la suite de la découverte freudienne « le centre véritable de l'être humain n'est désormais plus au même endroit que lui assignait toute une tradition humaniste ». Les cinq sections suivantes présentent les rapports entre vérité et signifiant. La septième est la plus longue et constitue le moment critique : elle met en question la place du moi et de la conscience par rapport au sens. Lacan y soutient que le moi, au plan du discours, ne diffère en rien du premier objet venu, tel le pupitre qu'il a sous la main. Les cinq sections qui suivent traitent de la distinction entre le moi et l'Autre, la « séparation [...] du champ du moi et de celui de l’inconscient ». La dernière partie traite du rôle du langage dans la formation des analystes.

#### L’instance de la lettre dans l’inconscient ou la raison depuis Freud
Initialement une adresse au groupe de philosophie de la Fédération des étudiants ès lettres, ce texte articule pleinement — à travers le rôle de la lettre dans l'inconscient — l’une des thèses fondamentales de Lacan selon laquelle « l'inconscient est structuré comme un langage ».
Le texte est divisé en trois parties :
1. Le sens de la lettre[31].
2. La lettre dans l'inconscient[32].
3. La lettre, l'être et l'autre[33].

### Cinquième section

#### D'une question préliminaire à tout traitement possible de la psychose
Essai initialement paru comme article dans la revue Psychanalyse en 1958, le texte résume les deux premiers trimestres du séminaire de 1955-1956. Lacan s'y attaque au problème de la psychose, le récit de Daniel Paul Schreber de 1903 étant pris comme un cas paradigmatique de la paranoïa. Tout en expliquant la psychose à la lumière de la structuration langagière de l’inconscient, Lacan y montre le rôle d'un mécanisme précis qu’il nomme la « forclusion » d’un signifiant fondamental (nommé ainsi d'après la Verwerfung de Freud), mécanisme distinct du refoulement.

### Septième section

#### La direction de la cure
Rédigé en vue d'une intervention à un symposium international de la Société française de psychanalyse en 1958, ce texte concerne la psychanalyse comme processus de traitement, il insiste sur l’interprétation de la part de l’analyste, le transfert  et les rapports du sujet au réél.

#### La signification du phallus
Traduction d'une conférence rédigée en allemand par Lacan en 1958, il concerne une « relation du sujet au phallus qui s'établit sans égard pour la différence anatomique des sexes », l'une des fonctions du phallus étant d’« être le signifiant du désir de l'Autre ». Il s'agit d’une synthèse de son séminaire de 1957-1958, Les formations de l'inconscient.

#### Subversion du sujet et dialectique du désir dans l’inconscient freudien
S'adressant non à des psychanalystes mais à des philosophes rassemblés en colloque à Royaumont en 1960 sous la direction de Jean Wahl sur le thème de « La Dialectique », Lacan y avance sa conception de la dialectique d’après Freud : le dynamisme du sujet émane de son désir.

#### La science et la vérité
Version retranscrite de la séance inaugurale du séminaire de 1965-1966 portant sur « l'objet de la psychanalyse » et déjà publié dans le premier numéro de Cahiers pour l'analyse, Lacan y effectue ce que Roudinesco nomme « une relève logicienne de la théorie structurale du sujet et du signifiant », en s'appuyant en partie sur les travaux de son ami Alexandre Koyré dont il reprend l'idée que la science — celle de l’émergence du Cogito — a entraîné une « dramatique dévalorisation de l’être » tandis qu'il emprunte à Kurt Gödel son deuxième théorème d'incomplétude : la vérité échappe à une formalisation intégrale.